# جام ملت‌های زنان آسیا
جام ملت‌های زنان آسیا یکی از مسابقات فوتبال زنان است که بین تیم‌های عضو کنفدراسیون فوتبال آسیا و با فاصلهٔ هر دو سال انجام می‌شود. این مسابقات مهمترین رقابت‌های زنان در قارهٔ آسیا در ردهٔ تیم‌های ملی است. این رقابتها همچنین با نام قهرمانی فوتبال زنان آسیا و قهرمانی زنان آسیا نیز شناخته می‌شود. ۲۰ دوره از این تورنمنت برگزار شده‌است. قهرمان کنونی این رقابت‌ها تیم چین است. نتایج این رقابت‌ها به عنوان انتخابی جام جهانی فوتبال زنان مورد استفاده قرار می‌گیرد. تیم چین با قهرمانی در ۹ دورهٔ این رقابت‌ها موفق‌ترین تیم این مسابقات به حساب می‌آید.

## بررسی اجمالی
این رقابت‌ها توسط کنفدراسیون فوتبال بانوان آسیا (اِی‌اِل‌اف‌سی) که بخشی از ای‌اف‌سی است و مربوط به فوتبال زنان می‌شود تأسیس شد. اولین دورهٔ این رقابت‌ها در سال ۱۹۷۵ و پس از آن با فاصلهٔ هر دو سال برگزار شد. بجز یک مقطع در سالهای ۱۹۸۰ که این رقابت‌ها با فاصلهٔ هر سه سال انجام پذیرفت. اِی‌اِل اف سی در ابتدا کار خود را به عنوان سازمانی جدا از ای‌اف‌سی آغاز کرد اما بعد از آن در سال ۱۹۸۶ زیرمجموعهٔ ای‌اف‌سی شد. این رقابت‌ها تحت سلطهٔ تیم‌هایی از کشورهای حاشیهٔ اقیانوس آرام بوده‌است. تیم چین با ۹ عنوان قهرمانی که شامل ۷ دوره پیروزی پی در پی می‌شود موفق‌ترین تیم این تورنمنت به‌شمار می‌آید. فاصله زمانی این رقابت‌ها از زمانی که ای‌اف‌سی اعلام کرد که نتایج این جام جهت انتخابی جام جهانی در سال ۲۰۱۵ نیز استفاده می‌شود از سال ۲۰۱۴ به چهار سال تغییر یافت.
از سال ۱۹۷۵ تا ۱۹۸۱ زمان مسابقات ۶۰ دقیقه بوده‌است.

## نتایج
| سال         | میزبان   | فینال      | فینال                        | فینال       | دیدار رده‌بندی    | دیدار رده‌بندی      | دیدار رده‌بندی  |
| سال         | میزبان   | قهرمان     | نتیجه                        | نایب قهرمان | مقام سوم         | نتیجه              | مقام چهارم     |
| ----------- | -------- | ---------- | ---------------------------- | ----------- | ---------------- | ------------------ | -------------- |
| ۱۹۷۵ جزئیات | هنگ کنگ  | نیوزیلند   | ۳ – ۱                        | تایلند      | استرالیا         | ۵ – ۰              | مالزی          |
| ۱۹۷۷ جزئیات | تایوان   | جمهوری چین | ۳ – ۱                        | تایلند      | سنگاپور          | ۲ – ۰              | اندونزی        |
| ۱۹۸۰ جزئیات | هند      | جمهوری چین | ۲ – ۰                        | هند (جنوب)  | · استرالیای غربی | لغو شد             | هنگ کنگ        |
| ۱۹۸۱ جزئیات | هنگ کنگ  | جمهوری چین | ۵ – ۰                        | تایلند      | هند              | ۲ – ۰              | هنگ کنگ        |
| ۱۹۸۳ جزئیات | تایلند   | تایلند     | ۳ – ۰                        | هند         | مالزی            | ۰ – ۰ (۵–۴) پنالتی | سنگاپور        |
| ۱۹۸۶ جزئیات | هنگ کنگ  | چین        | ۲ – ۰                        | ژاپن        | تایلند           | ۳ – ۰              | اندونزی        |
| ۱۹۸۹ جزئیات | هنگ کنگ  | چین        | ۱ – ۰                        | تایوان      | ژاپن             | ۳ – ۱              | هنگ کنگ        |
| ۱۹۹۱ جزئیات | ژاپن     | چین        | ۵ – ۰                        | ژاپن        | تایوان           | ۰ – ۰ (۵–۴) پنالتی | کرهٔ شمالی      |
| ۱۹۹۳ جزئیات | مالزی    | چین        | ۳ – ۰                        | کرهٔ شمالی   | ژاپن             | ۳ – ۰              | تایوان         |
| ۱۹۹۵ جزئیات | مالزی    | چین        | ۲ – ۰                        | ژاپن        | تایوان           | ۰ – ۰ (۳–۰) پنالتی | کرهٔ جنوبی      |
| ۱۹۹۷ جزئیات | چین      | چین        | ۲ – ۰                        | کرهٔ شمالی   | ژاپن             | ۲ – ۰              | تایوان         |
| ۱۹۹۹ جزئیات | فیلیپین  | چین        | ۳ – ۰                        | تایوان      | کرهٔ شمالی        | ۳ – ۲              | ژاپن           |
| ۲۰۰۱ جزئیات | تایوان   | کرهٔ شمالی  | ۲ – ۰                        | ژاپن        | چین              | ۸ – ۰              | کرهٔ جنوبی      |
| ۲۰۰۳ جزئیات | تایلند   | کرهٔ شمالی  | ۲ – ۱ وقت اضافه              | چین         | کرهٔ جنوبی        | ۱ – ۰              | ژاپن           |
| ۲۰۰۶ جزئیات | استرالیا | چین        | ۲ – ۲ وقت اضافه (۴–۲) پنالتی | استرالیا    | کرهٔ شمالی        | ۳ – ۲              | ژاپن           |
| ۲۰۰۸ جزئیات | ویتنام   | کرهٔ شمالی  | ۲ – ۱                        | چین         | ژاپن             | ۳ – ۰              | استرالیا       |
| ۲۰۱۰ جزئیات | چین      | استرالیا   | ۱ – ۱ وقت اضافه (۵–۴) پنالتی | کرهٔ شمالی   | ژاپن             | ۲ – ۰              | چین            |
| ۲۰۱۴ جزئیات | ویتنام   | ژاپن       | ۱ – ۰                        | استرالیا    | چین              | ۲ – ۱              | کرهٔ جنوبی      |
| ۲۰۱۸ جزئیات | اردن     | ژاپن       | ۱ – ۰                        | استرالیا    | چین              | ۳ – ۱              | تایلند         |
| ۲۰۲۲ جزئیات | هند      | چین        | ۳ – ۲                        | کرهٔ جنوبی   | ژاپن و فیلیپین   | ژاپن و فیلیپین     | ژاپن و فیلیپین |
| ۲۰۲۶ جزئیات | استرالیا |            |                              |             |                  |                    |                |
| ۲۰۲۹ جزئیات | ازبکستان |            |                              |             |                  |                    |                |

## عملکرد بر مبنای کشور
| #     | کشور      | قهرمان | نایب قهرمان | مقام سوم | مقام چهارم | مجموع |
| ----- | --------- | ------ | ----------- | -------- | ---------- | ----- |
| ۱     | چین       | ۹      | ۲           | ۳        | ۱          | ۱۵    |
| ۲     | کرهٔ شمالی | ۳      | ۳           | ۲        | ۱          | ۹     |
| ۳     | تایوان    | ۳      | ۲           | ۲        | ۲          | ۹     |
| ۴     | ژاپن      | ۲      | ۴           | ۵        | ۳          | ۱۴    |
| ۵     | استرالیا  | ۱      | ۳           | ۲        | ۱          | ۷     |
| ۶     | تایلند    | ۱      | ۳           | ۱        | ۱          | ۶     |
| ۷     | نیوزیلند  | ۱      | ۰           | ۰        | ۰          | ۱     |
| ۸     | هند       | ۰      | ۲           | ۱        | ۰          | ۳     |
| ۹     | کرهٔ جنوبی | ۰      | ۱           | ۱        | ۳          | ۵     |
| ۱۰    | مالزی     | ۰      | ۰           | ۱        | ۱          | ۲     |
| ۱۰    | سنگاپور   | ۰      | ۰           | ۱        | ۱          | ۲     |
| ۱۲    | هنگ کنگ   | ۰      | ۰           | ۰        | ۳          | ۳     |
| ۱۳    | اندونزی   | ۰      | ۰           | ۰        | ۲          | ۲     |
| مجموع | مجموع     | ۱۹     | ۱۹          | ۱۹       | ۱۹         | ۷۶    |